# Ragas longicauda
Ragas longicauda är en tvåvingeart som beskrevs av Sinclair och Saigusa 2001. Ragas longicauda ingår i släktet Ragas och familjen dansflugor.
Artens utbredningsområde är Arizona. Inga underarter finns listade i Catalogue of Life.